# An der Wolga
An der Wolga ist eine Polka-Mazurka von Johann Strauss Sohn (op. 425). Das Werk wurde am 26. April 1886 in der zum Konzertsaal umfunktionierten Manege des Garde-Reiter-Regiments in St. Petersburg erstmals aufgeführt. 

## Einzelnachweis
1. ↑  Quelle: Englische Version des Booklets (Seite 88) in der 52 CDs umfassenden Gesamtausgabe der Orchesterwerke von Johann Strauß (Sohn), Hrsg. Naxos (Label). Das Werk ist als elfter Titel auf der 32. CD zu hören.